# 돈이 없어!
《돈이 없어!(일본어: お金がない!)는 1994년 7월부터 9월에 후지 TV 계열에서 방영된 TV 드라마 작품이다.

## 개요
배운 것도 없고 극도로 빈곤한 청년이 일류 기업에서 활약하고 성공해 나가는 통쾌한 성공담이다.

## 줄거리
주인공 하기와라 켄타로는 마을의 작은 공장에서 일하는 25세의 청년이다. 부모님이 돌아가시고 거액의 빚을 떠안게 되어 매우 가난하지만, 어린 두 남동생과 따뜻한 친구와 함께 즐겁게 살고 있었다.
그러던 어느 날, 켄타로가 다니던 공장이 파산하게 되어 월급도 받지 못하고, 빚쟁이들은 몰려오고, 여기에 집세가 밀리는 바람에 집에서도 쫓겨나게 된다.
이것을 계기로 소꿉친구 미치코가 일하고 있는 청소회사에 취직을 하게 되는데, 여기서 켄타로는 외국계 보험회사 '유니버설 인슈어런스'에서 일하게 된다.
그러다가 운 좋게 사장의 눈에 띄어 켄타로는 정식 사원으로 채용되는데…

## 등장인물

### 가족・친구
하기와라 켄타로 (萩原健太郎) - 오다 유지
매사에 긍정적이고 적극적인 자세로 임하는 청년으로, 자신에게 주어진 일을 해내기 위해 노력을 아끼지 않는다. 특유의 밝은 성격과 운으로 어려운 일을 해결해나가며 기회를 잡는다.
하기와라 유스케 (萩原祐介) - 토미타 시게오
켄타로의 남동생으로 초등학교 5학년이다. 식사 준비나 빨래 등 집안일을 하고, 나이에 비해 어른스러운 면모를 보인다. 형을 부를 때는 '켄타로'라고 이름을 부른다.
하기와라 히로시 (萩原浩) - 모리 렌
켄타로의 남동생으로 초등학교 2학년이다. 어리지만 일에 열심인 켄타로를 이해한다. 돼지 저금통에 애착을 갖고 있다.
칸다 미치코 (神田美智子) - 자이젠 나오미
켄타로의 소꿉친구로 유니버설 인슈어런스의 관리 회사인 유니버설 빌딩 서비스에서 일한다. 밤에는 오빠가 운영하는 주점 신쨩(しんちゃん)에서 일손을 돕는다. 켄타로를 여러 가지로 도와준다.

### 유니버설 인슈어런스 사
히무로 코스케 (氷室浩介) - 이시바시 료
유니버설 인슈어런스 일본지사 사장이다. 켄타로를 눈여겨 본다. 야심이 크고 목적을 달성하기 위해 수단을 가리지 않는다.
카시와기 레이코 (柏木麗子) - 모스도 이쿠에 (타카기 사야）
유니버설 인슈어런스 제1영업부장으로 무엇보다도 일을 중요하게 생각하는 여성이다. 자신의 재능을 사준 히무로에게 반해 애인이 되었다.
오오사와 이치로 (大沢一郎) - 아즈마 미키히사
유니버설 인슈어런스 제1영업부장비서로 하버드 대학을 졸업한 인물이다. 매우 성실한 사람이지만, 공부 외에는 잘하는 것이 없다. 켄타로와 만나고 난 뒤, 켄타로에게 영향을 많이 받는다.

### 그 외
우에노 (上野) - 이마이 마사유키
빚쟁이 중 한 명으로, 결벽증이 있다. 평소에는 존댓말을 쓰지만, 화가 나면 소리를 지른다. 마지막에는 타바타와 함께 '신쨩'에서 일하게 된다.
타바타 (田端) - 타카스기 고
우에노의 부하이다. 덩치가 커서 무서워 보이지만 켄타로 형제에게 '감옥은 무서워'라고 징징거리는 모습도 보인다. 마지막에 우에노와 함께 '신쨩'에서 일하게 된다.
토쿠가와 이에야스 (徳川家安) - 카지하라 젠
유니버설 빌딩 서비스의 주임이다. 비굴한 면모를 보이기도 하여 여사원들에게 종종 안 좋은 소리를 듣는다. 미치코를 좋아한다.

## 스탭
- 기획…이시하라 타카시, 스즈키 요시히로 (후지 TV)
- 프로듀서…시오자와 코지
- 각본…모로사와 카즈유키, 토다야마 마사시 (제7화）
- 연출…와카마츠 세츠로, 키노시타 타카오, 모토히로 카츠유키
- 음악…핫토리 타카유키
- 제작…후지 TV, 교도 TV

## 부제 및 시청률
| 회차                                                         | 방송일          | 부제                                    | 각본              | 연출              | 시청률 |
| ------------------------------------------------------------ | --------------- | --------------------------------------- | ----------------- | ----------------- | ------ |
| 제1화                                                        | 1994년 7월 6일  | 돼지 저금통 (ブタの貯金箱)              | 모로사와 카즈유키 | 와카마츠 세츠로   | 17.2%  |
| 제2화                                                        | 1994년 7월 13일 | 일도 없어! (仕事もない!)                | 모로사와 카즈유키 | 와카마츠 세츠로   | 17.7%  |
| 제3화                                                        | 1994년 7월 20일 | 자존심도 없어! (プライドもない!)        | 모로사와 카즈유키 | 키노시타 타카오   | 24.6%  |
| 제4화                                                        | 1994년 7월 27일 | 운도 없어! (運もない!)                  | 모로사와 카즈유키 | 키노시타 타카오   | 20.1%  |
| 제5화                                                        | 1994년 8월 3일  | 희망도 없어!! (希望もない!!)            | 모로사와 카즈유키 | 와카마츠 세츠로   | 18.5%  |
| 제6화                                                        | 1994년 8월 10일 | 애정도 없어! (愛情もない!)              | 모로사와 카즈유키 | 와카마츠 세츠로   | 17.9%  |
| 제7화                                                        | 1994년 8월 17일 | 용기도 없어! (勇気もない!)              | 토다야마 마사시   | 모토히로 카츠유키 | 19.9%  |
| 제8화                                                        | 1994년 8월 24일 | 피도 눈물도 없어! (血も涙もない!)       | 모로사와 카즈유키 | 키노시타 타카오   | 20.7%  |
| 제9화                                                        | 1994년 8월 31일 | 의리도 인정도 없어! (義理も人情もない!) | 모로사와 카즈유키 | 와카마츠 세츠로   | 19.1%  |
| 제10화                                                       | 1994년 9월 7일  | 시간이 없어! (時間がない!)              | 모로사와 카즈유키 | 모토히로 카츠유키 | 20.8%  |
| 제11화                                                       | 1994년 9월 14일 | 돈이 있어! (お金がある!)                | 모로사와 카즈유키 | 키노시타 타카오   | 26.0%  |
| 제12화                                                       | 1994년 9월 21일 | 역시, 없어! (やっぱり、ない!)           | 모로사와 카즈유키 | 와카마츠 세츠로   | 23.3%  |
| 평균시청률 20.5％（시청률은 칸토 지방 비디오 리서치사 조사） |                 |                                         |                   |                   |        |

## 주제가
- 오다 유지 - 〈OVER THE TROUBLE〉

## 삽입곡
- Doop - 〈Doop〉

## 이야깃거리
- 주연 배우인 오다 유지는 이 뒤에도 본인이 주연하는 드라마 대부분의 주제가를 부르고 있지만, 이 작품은 오다가 주연을 맡고 주제가를 부른 첫 번째 드라마이다.
- NTT DoCoMo CM '오다 주임'의 역할은 이 작품에서 연기한 캐릭터를 그대로 가져온 것이다.
- 하기와라 히로시 역의 모리 렌은 오다 유지 주연의 《춤추는 대수사선》 TV시리즈 제1화와 《춤추는 대수사선 연말 특별 경계 스페셜》에서 건방진 초등학생으로, 《춤추는 대수사선 THE MOVIE3 녀석들을 해방하라!》에서는 '노라이누(ノライヌ)'로 출연하였다.
- 비디오로 발매된 적이 있지만, 2008년 8월에 DVD로도 발매되었다.
- 2010년 현재에도 계열 방송국에서 재방송이 수시로 이루어지고 있다.
- 하기와라 형제가 살았던 강변의 목조 건물은 세트가 아니라 고토구 에이타이에 있는 타츠미다리 바로 옆에 있던 선착장의 가옥식 창고였다. 실제로 보면 드라마에서처럼 사람이 살 수 있는 건축물은 아니었다[1]. 이 드라마가 인기를 끌면서 한때는 관광명소가 되었지만, 도쿄도 강둑 공사로 인해 2002년 7월에 이 창고는 철거되었다.